# 比利兰省
比利兰省（Biliran）是菲律賓最小的省份之一，位於東米沙鄢政區。比利蘭省是一個島嶼省份，位於萊特島北方僅有數公里距離，首府為納瓦爾（Naval）。過去比利蘭是萊特省的一部份，至1992年才獨立建省。

## 行政區域
東薩馬省劃分為8個自治市。

### 自治市
- 阿爾梅里亞 （Almeria）
- 比利兰市（Biliran）
- 卡布加延，咱儂話＂加武加淵＂（Cabucgayan）
- 凱比蘭（Caibiran）
- 库拉巴市（Culaba）
- 卡瓦延（Kawayan）
- 馬里比比（Maripipi）
- 納瓦爾（Naval）- 首府